# Liste der Monuments historiques in L’Abergement-Clémenciat
Die Liste der Monuments historiques in L’Abergement-Clémenciat führt die Monuments historiques in der französischen Gemeinde L’Abergement-Clémenciat auf.

## Liste der Bauwerke
| Bezeichnung | Beschreibung | Standort          | Kennzeichnung | Schutzstatus   | Datum     | Bild |
| ----------- | ------------ | ----------------- | ------------- | -------------- | --------- | ---- |
| Ortskern    |              | Le Château (Lage) | PA00132969    | Classé Inscrit | 1994 2015 |      |

## Liste der Objekte
- Monuments historiques (Objekte) in L’Abergement-Clémenciat in der Base Palissy des französischen Kultusministeriums